# Joe Kelly (auteur)
Pour les articles homonymes, voir Kelly et Joe Kelly.
Joseph « Joe » Kelly est un scénariste de comics américain.

## Biographie
Il était étudiant à la New York University (NYU) quand il fut recruté dans le Stan-hattan Project de l’éditeur James Felder de Marvel Comics, un programme qui recherchait et entraînait des scénaristes de comics potentiels à l’université.
Il travailla pour la première fois pour Marvel fin 1996 sur deux titres peu vendeurs : 2099: World of Tomorrow #1-8 et Marvel Fanfare Vol.2 #2-3.
Au début de 1997, il commença son premier travail mensuel, une série régulière Deadpool, qui était dessinée à ses débuts par Ed McGuinness. Le titre fut immédiatement bien reçu par les fans et la critique. À un moment l’annulation au numéro 25 fut envisagée, mais une pétition des fans et une campagne sur Internet poussèrent Marvel à revenir sur sa décision. Kelly quitta la série au #33 en 1999.
Le succès initial de Kelly avec Deadpool le mena à obtenir Daredevil à la mi-1997, où il fut bientôt rejoint par le légendaire artiste de Daredevil Gene Colan. À la même époque, il produisit un Daredevil/Deadpool '97 Annual avec Bernard Chang dans lequel les deux personnages s’affrontèrent. Kelly quitta Daredevil au #375 en 1998.
Le projet majeur suivant de Kelly eut lieu fin 1997, avec le titre le plus vendeur de la compagnie, X-Men, sur lequel il travailla avec le dessinateur Carlos Pacheco. Cependant, le passage de Kelly sur le titre, de même que celui de son ami Steven T. Seagle sur la série sœur Uncanny X-Men, fut raccourci quand les créateurs partirent, se plaignant d’interférences éditoriales constantes. Le dernier épisode de Kelly fut le #85 en 1999.     
Kelly commença alors à travailler pour DC Comics, spécifiquement pour Action Comics titre mettant en scène Superman à compter du #760 en octobre 1999. Il resta sur le titre pendant près de cinq ans (jusqu’au #813, Mai 2004), travaillant principalement avec le dessinateur Pasqual Ferry. Durant son passage il écrivit Action Comics #775, qui introduisit l’Elite, une équipe dans le style d’Authority, et son leader Manchester Black. Cet épisode fut nommé "the single best issue of a comic book written in the year 2001" par Wizard Magazine.
En décembre 2000, Kelly fut brièvement le scénariste de Superboy (#83-93), travaillant encore avec Pasqual Ferry, son collaborateur sur Action Comics.
En 2002 il commença un long passage sur la JLA (#66-93) pour DC avec le dessinateur Doug Mahnke. Après cela la même équipe lança une série limitée en 12 épisodes Justice League Elite mettant en scène certains des personnages issus d'Action Comics #775.
Toujours en 2002, DC publia Green Lantern: Legacy - The Last Will & Testament of Hal Jordan un roman graphique de Joe Kelly et des artistes Brent Anderson et Bill Sienkiewicz. Cet album revenait sur la vie et la mort d'Hal Jordan, qui était à cette époque le Spectre.  
Kelly a trois séries dont les droits lui appartiennent (creator-owned) : Steampunk, dessiné par Chris Bachalo et publié par DC via le label Cliffhanger de Wildstorm en 2000 (la série s’arrêta sur un cliffhanger en 2001 et est en hiatus pour une durée indéfinie); M. REX avec le dessinateur Duncan Rouleau, qui fut publié par les défunts Avalon Studios (et fut annulé après deux épisodes); et Ballast, avec le dessinateur Ilya, un one-shot publié par Active Images.
Plus récemment, en 2004, il collabora avec l’artiste Ariel Olivetti sur une mini-série Space Ghost, publiée par DC, qui décrit le personnage dans une ambiance sérieuse de space opera, et, pour la première fois, révèle ses origines. Il travaille également avec le dessinateur Ted McKeever sur la mini-série Enginehead.
De 2005 à 2014, il a travaillé sur la série How I Met Your Mother.
Il écrit le scénario du film Chasseuse de géants (2017), adapté de son propre roman graphique, I Kill Giants, dessiné par Ken Niimura et publié en 2008-2009.